# Conspiracy Entertainment
Conspiracy Entertainment (formalmente Conspiracy Games) é uma públicadora de jogos de video game, a empresa pública jogos de pequenas empresas que encontram dificuldades em distribuir seus próprios jogos.
A empresa atualmente pública vídeos em UMD para o PSP e jogos para o console Wii.

## Jogos públicados

### Dreamcast
- Bangai-O
- Record of Lodoss War: Advent of Cardice

### Game Boy Advance
- An American Tail: Fievel's Gold Rush
- Animaniacs
- The Flintstones
- Gadget Racers
- The Land Before Time
- Road Trip: Shifting Gears
- Tiny Toon Adventures: Buster's Bad Dream
- Tiny Toon Adventures: Wacky Stackers

### Game Boy Color
- The Land Before Time

### Nintendo GameCube
- Animaniacs: The Great Edgar Hunt
- Road Trip: The Arcade Edition

### Nintendo DS
- Dragon's Lair (not yet released)
- Jeff Corwin Experience
- Panzer Tactics DS

### Wii
- Anubis II
- Billy the Wizard: Rocket Broomstick Racing
- Counter Force
- Myth Makers Super Kart GP
- Ninjabread Man
- Octopuzzle
- Winter Sports: The Ultimate Challenge

### PC
- Enclave
- Tremors
- X10

### PlayStation
- The Amazing Virtual Sea-Monkeys
- Creatures
- Tiny Toon Adventures: Plucky's Big Adventure

### PlayStation 2
- Animaniacs: The Great Edgar Hunt
- Gadget Racers
- Hidden Invasion
- Phantasy Star Trilogy (cancelled)
- Seek and Destroy
- Stretch Panic
- Tiny Toon Adventures: Defenders of the Looniverse (cancelled)
- Tremors
- X10

### PlayStation Portable
- Dream Models
- Jeff Corwin Experience
- Pocket Pool
- Ultimate Block Party (not yet released)

### Xbox
- Enclave

## Jogos desenvolvidos

### Game Boy Color
- Logical
- Magical Drop
- Microsoft Puzzle Collection

### PlayStation 2
- Mix TV Presents: Eminem

## Vídeos UMD
- Destroying America
- The End
- J. Stephen Hicks presents Dream Models
- Japanese Hell
- Jumon (Cursed)
- Yellow Dragon